# Zoo Doctor
Zoo Doctor (Tierärztin Dr. Mertens) è una serie televisiva tedesca prodotta dal 2006 da Saxonia Media Film Produktion e basata sull'omonimo film TV del 2003. Protagonista della serie, nel ruolo della Dott.ssa Susanne Mertens, è l'attrice Elisabeth Lanz; altri interpreti principali sono Horst Günter Marx, Sven Martinek, Michael Lesch, Gunther Schoß, Ursela Monn, Thorsten Wolf, Lennart Betzgen, Ludwig Zimmeck, Anna Bertheau, Elisabeth Böhm, Franck Sieckel, Deborah Schneidermann, Lilly Wiedemann, Neshe Demir e Dominik Weber.
La serie, trasmessa in Germania sull'emittente ARD 1 (Das Erste), si compone di otto stagioni, per un totale di 97 episodi e una nona stagione e in produzione il primo episodio, intitolato Adoptivmutter gesucht, fu trasmesso in prima visione il 10 ottobre 2006.
In Italia, sono state trasmesse le prime tre stagioni, andate in onda a partire dal 5 giugno 2008 sull'emittente a pagamento Mya e in chiaro a partire dal 5 giugno 2010 su  Canale 5.

## Trama
Susanne Baumgart, coniugata Mertens, lavora come veterinaria presso lo zoo di Lipsia come assistente del padre, il Dottor Baumgart, che, dopo la pensione, viene sostituito dal Dottor Vogel, poi sostituito a sua volta dal Dottor Fährmann.
Susanne è sposata con Klaus, ma in seguito al tradimento del marito, va a vivere con il figlioletto Klaus dai genitori.

## Episodi
| Stagione         | Episodi | Prima TV Germania | Prima TV Italia |
| ---------------- | ------- | ----------------- | --------------- |
| Prima stagione   | 13      | 2006              | 2008            |
| Seconda stagione | 13      | 2008              |                 |
| Terza stagione   | 13      | 2009              | 2010            |
| Quarta stagione  | 13      | 2013              | inedita         |
| Quinta stagione  | 13      | 2016              | inedita         |
| Sesta stagione   | 13      | 2019              | inedita         |
| Settima stagione | 6       | 2021              | inedita         |
| Ottava stagione  | 13      | 2023              | inedita         |

## Personaggi e interpreti

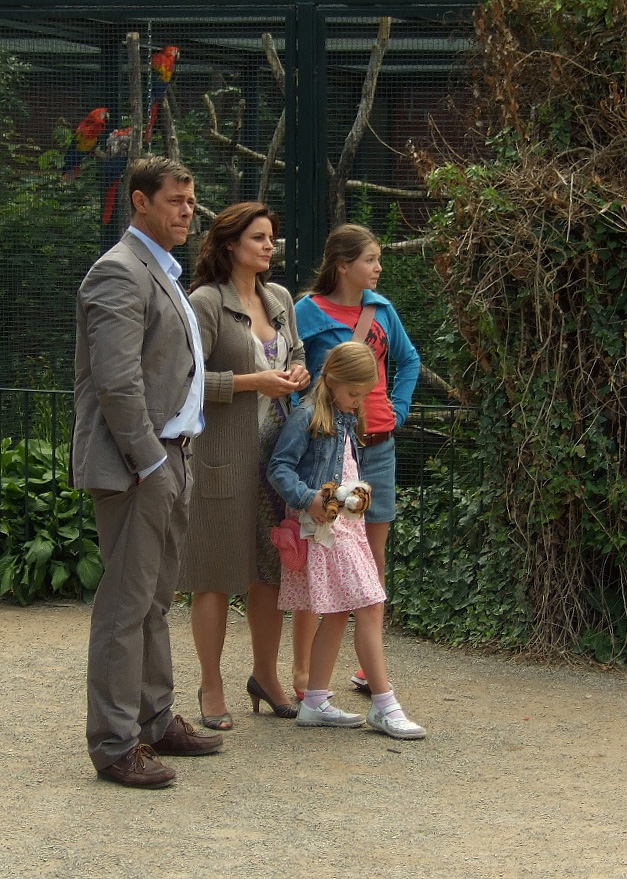
Elisabeth Lanz con altri attori del cast della serie

- Dott.ssa Susanne Mertens, interpretata da Elisabeth Lanz (s. 1-presente).[2][5]
- Klaus Mertens, interpretato da Horst Günter Marx (s. 1-2).[2] È il marito di Susanne.[3]
- Jonas Mertens, interpretato da Ludwig Zimmeck (s. 1-3) e da Lennart Betzgen (s. 5-presente).[2] È il figlio di Susanne e Klaus.[3]
- Luisa Mertens, interpretata da Deborah Schneidermann (s. 5-6) e da Lilly Wiedemann (s. 7-presente).[2]
- Prof. Georg Baumgart, interpretato da Gunther Schoß (s. 1-presente).[2][5] Veterinario in pensione, è il padre di Susanne.[3]
- Charlotte Baumgart, interpretata da Ursela Monn (s. 1-presente).[2][5] È la madre di Susanne.[3]
- Conrad "Conny" Weidner, interpretato da Thorsten Wolf (s. 1-presente).[2][5]
- Dott. Christoph Lentz, interpretato da Sven Martinek (s. 1-presente).[2][5]
- Rebecca Lentz, interpretata da Elisabeth Böhm (s. 1-4).[2]
- Dott. Matthias Lentz, interpretata da Hans-Peter Korff (s. 3-4).[2]
- Anett Melzer, interpretata da Anna Bertheau (s. 1-6).[2][5]
- Dott. Amal Bekele, interpretato da Dennenesch Zoudé (s. 6-7).[2]
- Sig.ra Weber, interpretata da Marina Krogull (s. 3-5).[2]
- Luisa, interpretata da Paula Hartmann (s. 3-4).[2]
- Dott.ssa Elif Şahin, interpretata da Neshe Demir (s. 8-presente).[2]
- Dominik Weber: Jasper Winter (s. 8-presente).[2]

## Produzione

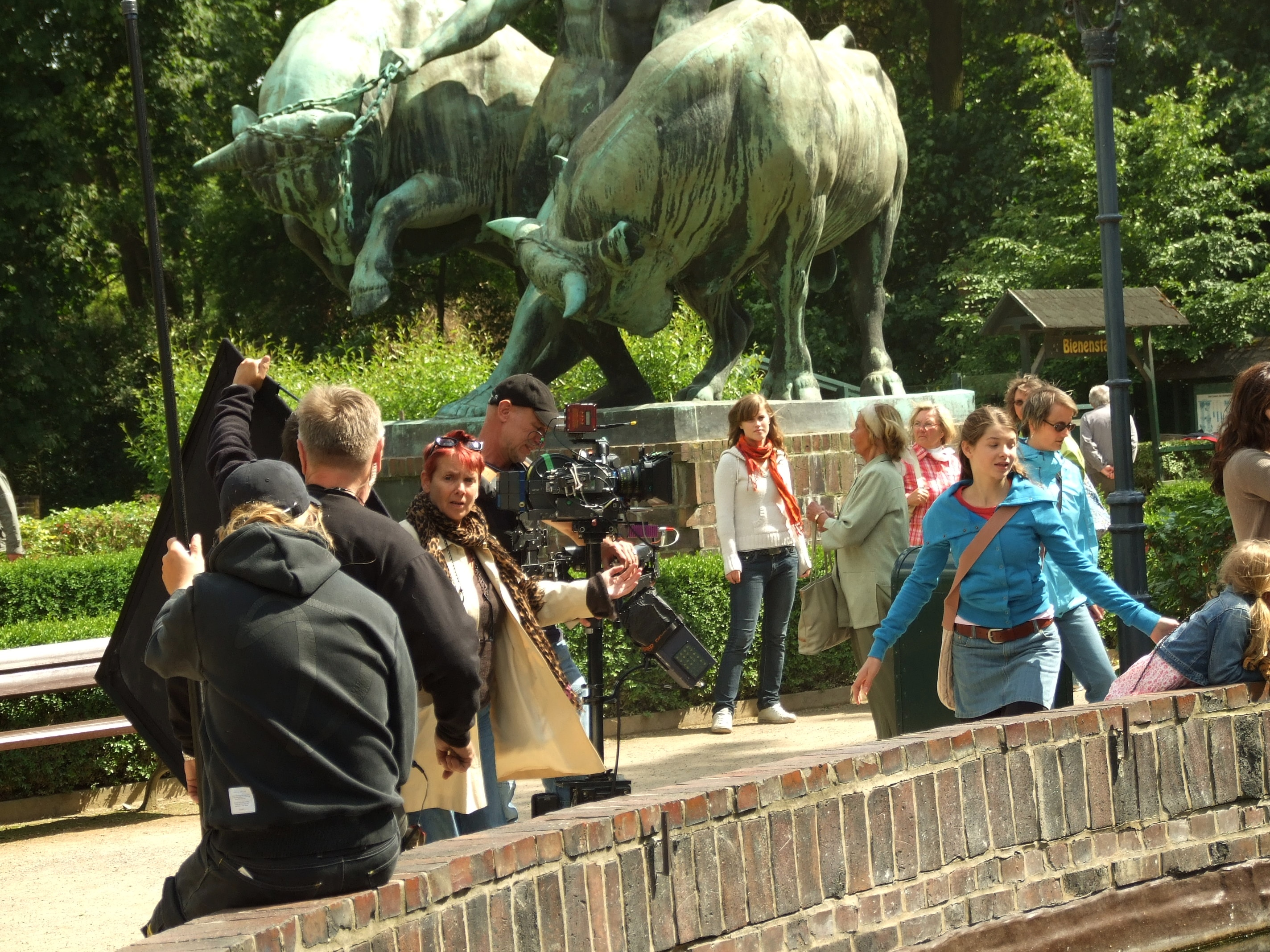
Un momento delle riprese della serie

Le riprese della serie, che rappresenta un crossover della serie In aller Freundschaft., vengono girate tra gli zoo di Lipsia, Erfurt e Magdeburgo.
La settima serie, trasmessa nel 2021, avrebbe dovuto essere quella conclusiva, ma, dati i buoni ascolti con uno share con punte del 16,4%, fu realizzata nel 2023 l'ottava stagione.
Dati gli ulteriori buoni ascolti, con un picco di 4.750.000 e con uno share che si aggirava tra il 15,1 e il 18,1%, a primavera 2024, l'emittente ARD ha annunciato la produzione di una nona stagione, composta da ulteriori 13 episodi e le cui riprese sono iniziate il 22 maggio 2024.